# Acacia incurva
Acacia incurva är en ärtväxtart som beskrevs av George Bentham. Acacia incurva ingår i släktet akacior, och familjen ärtväxter. Inga underarter finns listade i Catalogue of Life.